# Єршов Володимир Олегович
Єршов Володимир Олегович (*21 лютого 1956, м. Еберсвальде, федеральна земля Бранденбург, Німеччина) — доктор філологічних наук з 2010, професор із 2010 Житомирського державного університету імені Івана Франка,  2003–2006 рр. — проректор ЖДУ з соціально-економічної роботи. З 2012 р. — завідувач кафедри теорії та історії світової літератури Інституту філології та журналістики цього ж університету. Філолог, історик літератури, полоніст, краєзнавець. Лауреат Всеукраїнської Огієнківської премії; Заслужений діяч польської культури.
Нагороджений Грамотою Верховної Ради України "За заслуги перед Українським народом", нагрудним знаком «За наукові та освітні досягнення», Відмінник освіти України. 3аслужений професор ЖДУ ім. І.Франка, Заслужений працівник ЖДУ ім. І.Франка.  Найкращий науковець ЖДУ ім. І. Франка 2010, 2011, 2012, 2014, 2016 років. Почесний громадянин м. Коростишів Житомирської області; Занесений до «Книги Пошани міста Коростишева». Почесний краєзнавець України. Нагороджений нагрудними знаками м. Житомира «Відзнака» та «За заслуги перед містом» III ступеня; Житомирського державного університету ім. І.Франка "Слава Житомирського державного університету імені Івана Франка"; Қазақстан республикасы «Иван Франко атындағы Житомир мемлекеттік университетіне 100 жыл» (Республіка Казахстан), «Подякою» Надзвичайного і Повноважного Посла України в Респуліці Какзахстан за надання сприяння у популяризації української освіти, мови, культурі, традицій на теренах Казахстану.  

## Біографічні відомості
У 1963–1972 рр. вчився в Єкабпілській середній школі № 4 (Латвія); у 1973 році закінчив Коростишівську середню школу № 2.
Випускник російського відділення філологічного факультету Житомирського державного педагогічного університету ім. І. Франка (1980) та економічного відділення факультету післядипломної освіти Житомирського державного агроекологічного університету (2003).

## Наукова діяльність
Докторська дисертація «Польська мемуаристична література Правобережної України доби романтизму: еволюція, проблематика, поетика» (КНУ ім. Т. Шевченка, 2010).
Наукові інтереси вченого: теорія літератури та історія зарубіжної літератури, польськомовна література Правобережної України доби романтизму, універсум волинського тексту, творчість Г. Олізара (1798–1865), проблеми компаративістики, генології, мемуаристики, а також теорія та історія регіонального літературознавства та краєзнавства, поступ літературознавчої думки Волині та історія ЖДУ ім. І. Франка, історія Коростишева.
Керує аспірантурою «Література слов'янських народів» (10.01.03) ЖДУ ім. І. Франка. 
Член Спеціалізованої вченої ради Д. 26.001.39 із захисту дисертацій на здобуття наукового ступеня доктора філологічних наук за спеціальністю 10.01.03 «Література слов'янських народів» при Київському національному університеті імені Тараса Шевченка. 
Член Житомирського науково-краєзнавчого товариства дослідників Волині (Житомир), Національної спілки краєзнавців України (Київ), Towarzystwa Literackiego im. Adama Mickiewicza (Warszawa), Światowej Rady Badań nad Polonią (Warszawa). 
Професор В. О. Єршов автор понад трьохсот різножанрових наукових публікацій.
Головний редактор наукових видань: 
— «Волинь-Житомирщина», фаховий історико-філологічний збірник з регіональних проблем (Житомир). ISSN 2220-7996.
— «Полілог», науково-публіцистичний журнал (Житомир). ISSN 2311–1844.
— «Бібліотека кафедри теорії та історії світової літератури» серія наукових видань кафедри теорії та історії світової літератури НН ІФЖ ЖДУ ім. І. Франка.
Член ради польської наукової серії «Colloquia Orientalia Bialostocensia» (Białystok, Polska).
Член редколегії наукових часописів, збірників, серій:
— «Київські полоністичні студії», науковий збірник КНУ ім. Т. Шевченка (Київ).
— «Бібліотека польської літератури», серія книг Інституту філології КНУ ім. Т.Шевченка, Міжнародної школи україністів НАН України, Інституту літератури Т. Г. Шевченка НАН України (Київ).
—  «Вісник Житомирського державного університету імені Івана Франка» (Житомир), ISSN 2076-6173.
— «Українська полоністика», науковий журнал ЖДУ ім. І. Франка (Житомир), ISSN 2220-4555, заступник головного редактора.
— «Україна та Польща: минуле, сьогодення, перспективи», науковий збірник Інституту Польщі; Східноєвропейського національного університету імені Лесі Українки (Луцьк) ISSN 2306-028X.
— «Реабілітовані історією»: У 27 т. Житомирська область: У 7 кн. (Житомир).

## Основні праці
- Єршов В. О. Чарівний світ "Мемуарів" Густава Олізара // Густав Олізар. Мемуари. 1798 — 1865. З передмовою Володимира Єршова. Переклад з польської Анастасії Цимбал. — Житомир : ТОВ "Видавничий дім "Бук-Друк"", 2023. — 186 с. — С. 5–31.
- Jerszow W. O. Polska literatura memuarystyczna Prawobrzeżnej Ukrainy / Przekład W. Bilawska, J. Kacemba, M. Siedlecki. Wstęp i redakcja J. Ławski. — Białystok, 2022. — 462 s. (Polska).
- Єршов В. О. Коростишівський щоденник. Щоденник фольклорних експедицій Коростишівським районом Житомирської області 1986 — 1993 років. — Житомир : Бук-Друк, 2022. — 264 с.
- Єршов В. О. Волинські полоністичні студії. — Житомир: Полісся, 2014. — 256 с.;
- Єршов В. О. Польська мемуаристична література Правобережної України доби романтизму. — Житомир: Полісся, 2010. — 454 с.;
- Єршов В. О. Польська література Волині доби романтизму: генологія мемуаристичності. — Житомир: Полісся, 2008. — 624 с.;
- Гнатюк В. Я. Українсько-польська правобережна романтична література. Вибрані праці / Відп. ред., упорядн. Р. П. Радишевський, упорядн. дисертації В. Гнатюка В. Єршов. — К., 2008. — 635 с.;
- Густав Олізар. Поезії / Укл., редаг. польського тексту, передм., примітки В. О. Єршова / Переклад з польської Валентина Грабовського. — Житомир, 1999. — 144 с.

## Статті
- Єршов В. О. Духовний світ митця Г. П. Олізара [Архівовано 1 липня 2015 у Wayback Machine.] // Українська полоністика. 2005. — № 2. — С. 157–173.
- Єршов Володимир Особливості мемуаризації простору Правобережної України у творчості Міхала Чайковського [Архівовано 5 березня 2016 у Wayback Machine.] // Волинь-Житомирщина. — 2009. — № 18.